# Tuapoka
Tuapoka – rodzaj pająków z rodziny lejkowcowatych. Obejmuje 2 opisane gatunki. Zamieszkują Nową Zelandię.

## Morfologia
Pająki te osiągają od 1,5 do 2 mm długości ciała. Ośmioro oczu rozmieszczonych jest w dwóch prostych lub lekko odchylonych rzędach. Oczy wszystkich par są podobnych rozmiarów z wyjątkiem oczu przednio-środkowych, które są bardzo drobne. Cała grupa oczu zajmuje około 3/5 szerokości głowowej części karapaksu. Szczękoczułki ustawione są pionowo i mają po 1–2 zęby na krawędziach tylnych oraz po 3–4 zęby na krawędziach przednich bruzd. Szerokość wciętej u podstawy wargi dolnej jest znacznie większa od jej długości. Tarczowate sternum jest dłuższe niż szerokie. 
Odnóża wszystkich par są pozbawione przypazurkowych kępek włosków, natomiast zaopatrzone w orzęsione włoski i silne kolce, a ponadto mają dwa szeregi trichobotrii na goleniach oraz jeden szereg trichobotrii na nadstopiach i stopach, silnie grzebykowane pazurki górne oraz zaopatrzone w pojedynczy ząbek lub bezzębne pazurki dolne. Kolejność par odnóży od najdłuższej do najkrótszej to: IV, I, II, III. Golenie wszystkich par odnóży mają tylko jeden, położony nasadowo kolec grzbietowy, a uda mają co najwyżej dwa kolce nasadowe.
Opistosoma wyposażona jest w znacznie szersze niż długie siteczko przędne i ma szeroko rozstawione kądziołki przędne przedniej pary. Stożeczek jest mały, porośnięty szczecinkami. Genitalia samicy cechuje duże, pośrodkowe wklęśnięcie na epigynum oraz rurkowate narządy wewnętrzne bez zróżnicowanego zbiornika nasiennego.
Nogogłaszczki samca mają silnie rozwinięty wyrostek retrolateralny na goleni, dobrze rozwiniętą apofyzę medialną z haczykowatym wierzchołkiem, tęgi, kolcokształtny i równomiernie zakrzywiony embolus oraz osadzony u jego konduktor o formie silnie zakrzywionej płytki z niezmodyfikowaną częścią odsiebną.

## Ekologia i występowanie
Przedstawiciele rodzaju występują endemicznie na Nowej Zelandii. Zamieszkują tam Wyspę Południową oraz Wyspę Stewart. Zasiedlają ściółkę lasów, gdzie bytują wśród mchów i opadłego listowia.

## Taksonomia
Rodzaj ten wprowadzony został w 1973 roku przez Raymonda Roberta Forstera i Cecila Louisa Wiltona w czwartej części monografii poświęconej pająkom Nowej Zelandii. Autorzy wyznaczyli jego gatunkiem typowym opisanego w tej samej publikacji T. ovalis. Jako najbliższych krewnych tego taksonu wskazuje przedstawicieli rodzaju Ahua.
Do rodzaju tego należą dwa opisane gatunki:
- Tuapoka cavata Forster et Wilton, 1973
- Tuapoka ovalis Forster et Wilton, 1973